# Sonia Escolano
Fuensanta Sonia Escolano Pujante (Alicante, 26 de diciembre de 1980 - ) es una directora de cine y escritora de literatura.

## Biografía
Se trasladó a Alcalá de Henares en 1996 para estudiar Humanidades. Su primer cortometraje, de 2005, El señor Cuello-largo, obtuvo el  segundo premio en el festival de cine de ALCINE. En 2006 escribió el cortometraje Cédric. En el campo literario, ha ganado numerosos premios de poesía y ensayo. Enseñó teatro para niños durante varios años. Manejó con éxito a niños actores en el cortometraje Cédric, que participó en festivales de todo el mundo, y en la controvertida El rapto de Ganímedes.
En 2009 dirigió, junto a Sadrac González-Perellón, la película experimental Myna se va, que cuenta la historia de una inmigrante ilegal y sus problemas en España. Esta película participó en muchos festivales internacionales de cine, incluido el Festival de Cine de Austin, donde ganó el Reconocimiento Especial del Jurado por su Actuación La película también fue una sección oficial en Athensfest, Les Reencontres des Cinémas d'Europe y The Bronx, en Ciudad de Nueva York
En 2009 filmó el cortometraje Invisible Old People, que recibió una selección oficial en el Festival de Cine de Vancouver.
Sonia también fue directora del grupo de teatro "Rotos y Descosidos", donde da clases de interpretación a nuevos cantantes de ópera, especializándose en representaciones de Federico García Lorca.
En marzo de 2015 publicó su primera novela de ficción titulada El Rey Lombriz y basada en un guion.
En 2018 escribió y dirigió su nuevo largometraje Casa de sudor y lágrimas. La película se presentó en Frontières, en el Festival de Cine de Cannes . Luego, la película fue seleccionada para participar en el Fantastic Fest, en Austin.

## Filmografía
| Año  | Película                 | Formato      |
| ---- | ------------------------ | ------------ |
| 2005 | El Señor cuello-largo    | Cortometraje |
| 2006 | Julietas                 | Cortometraje |
| 2007 | Cédric                   | Cortometraje |
| 2007 | El Rapto de Ganímedes    | Cortometraje |
| 2009 | Invisible Old People     | Cortometraje |
| 2009 | Myna se va               | Largometraje |
| 2018 | Casa de Sudor y Lágrimas | Largometraje |